# Billum
Billum – miasto w Danii, w regionie Dania Południowa, w gminie Varde.